# Soaresia
Soaresia là một chi thực vật có hoa trong họ Cúc (Asteraceae).

## Loài
Chi Soaresia gồm các loài: